# 昆蟲白
昆蟲白（insecteens），本名黃建勳（Huang, Jian-Shiun，1976年7月28日—），出生於臺北市。1998年組成台灣後搖滾樂團「甜梅號」，擔任吉他手兼主唱；亦為「錫盤街」貝斯手，「絲襪小姐」、「吉朗」吉他手、「Frandé(法蘭黛樂團)」吉他手。
2006年製作周美玲（Zero Chou）導演的《刺青》電影配樂與主題曲「小茉莉」（作詞：林書宇／周美玲，作曲：昆蟲白），2007年入圍第44屆金馬獎「最佳原創電影歌曲」。
2007年昆蟲白就開始以一個人彈吉他並搭配預錄好的卡啦CD，在一些場合上表演，這樣的昆蟲白也許不是你所熟悉在「甜梅號」看到那個善於層層堆疊的樣貌，也不同於「絲襪小姐」中安靜的一員，卻是他正式展開個人型態的起點。
2010年「甜梅號」鼓手吳孟諺出國留學休息半年，早在「甜梅號」還沒進入暫時休團狀態時，無法停止創作腳步的昆蟲白就已經開始在錄音室中錄製他醞釀已久的個人專輯。
2022年錄製完成新專輯「瞬間」。

## 吉他
| 廠牌/款型                | 出產地 | 年份      | 顏 色    | 備 註                  |
| ------------------------ | ------ | --------- | -------- | ---------------------- |
| Fender Jazzmaster        | 日本   | 1996      | Sunburst | Fender建廠50週年紀念琴 |
| Fender Toronado          | 墨西哥 | 1999~2000 | 黑色     |                        |
| Fender Telecaster Deluxe | 墨西哥 | 2008~2009 | 黑色     |                        |
| Fender Mustang           | 日本   | 2007~2009 | 白色     |                        |

## 發行專輯

### 演唱作品
| 專輯封面 | 專輯資訊                                                                             |
| -------- | ------------------------------------------------------------------------------------ |
|          | 《自然人》 - 創作人：昆蟲白 - 發行日期：2011年8月2日（臺灣） - 發行公司：Uload Music |
|          | 《瞬間》 - 創作人：昆蟲白 - 發行日期：2022年10月20日 - 發行公司：好有感覺音樂        |

### 配樂作品
| 專輯封面 | 專輯資訊 |
| -------- | --- |
|          | 《刺青 / 電影音樂概念專輯》 - 創作人：昆蟲白／陳建騏／張見宇 - 發行日期：2007年4月27日（臺灣） - 發行公司：喜瑪拉雅唱片 |

## 樂團作品
甜梅號
- 專輯
  - 2001《是不是少了什麼》（Lack of Something），水晶唱片。
  - 2007《謝謝你提醒我》（Thanks for Reminding Me），小白兔唱片。
  - 2010《腦海群島》（Islands on the Ocean of the Mind），前衛花園唱片。
- 單曲
  - 2008《是不是該謝謝你提醒我少了什麼：十週年紀念單曲》，甜梅號X有料音樂。
  - 2009《The Message Vol. 1》，SPORT b.。
  - 2010《送給終有一天消失的：2010屋頂音樂節紀念單曲》，誠品書店。
- 合輯
  - 1998《赤聲搖滾 '98 走音》，合順興股份有限公司。
  - 1999《想屌，玩團最屌 Vol.1 - 台灣之最汗團》，阿帕唱片。
  - 1999《赤聲搖滾'99》，合順興股份有限公司。
  - 2000《快樂玩band 3》，水晶唱片。
  - 2001《崩代紀事 貳》，水晶唱片。
  - 2002《赤聲搖滾5》，新力音樂。

錫盤街
- 2004《進入另一個隧道》，七吋黑膠唱片。
- 2009《Needing Dimensions》，七吋黑膠唱片。

絲襪小姐
- 2007《去旅行—現場紀念手作專輯》，村山小學。
- 2009《下雨的墾丁》單曲，注意音樂。
- 2009《去旅行》單曲，注意音樂。
- 2010《就等故事都經過》專輯，注意音樂。

## 歷年演出
- 2007/03/10 昆蟲白。台北-敦南誠品-黑膠文藝復興運動
- 2007/12/14 昆蟲白。台北-信義誠品-4F音樂館
- 2008/07/12 昆蟲白。台中-White Label活動
- 2008/10/11 昆蟲白。台北-南海藝廊
- 2009/02/01 昆蟲白。台北-西門紅樓-吵年獸活動
- 2010/11/14 昆蟲白。台北-海邊卡夫卡
- 2010/11/20 昆蟲白。高雄-水星酒館
- 2010/11/27 昆蟲白。台中-Forro Cafe
- 2011/01/01 昆蟲白+神經病樂團。台北-The Wall
- 2012/05/30 昆蟲白+王榆鈞＋時間樂隊。台北-Legacy

## 相關網站
- 昆蟲白 BLOG
- 昆蟲白 MYSPACE （页面存档备份，存于）
- 昆蟲白 FACEBOOK粉絲頁面
- 甜梅號 BLOG
- 甜梅號 MYSPACE （页面存档备份，存于）
- 昆蟲白 街聲streetvoice （页面存档备份，存于）

1. ↑  , 2022-03-30  [2022-05-14]